# 国鉄シキ160形貨車
国鉄シキ160形貨車（こくてつシキ160がたかしゃ）は、1955年（昭和30年）3月16日に日本車輌製造で1両のみが製造された130t 積み大物車である。富士電機（後に日本AEパワーシステムズ）所有の私有貨車で、当初は日本国有鉄道、1987年（昭和62年）の国鉄分割民営化後は日本貨物鉄道に車籍編入されていた。

## 概要
本形式は、特大貨物である変圧器を輸送するために製造された貨車である。搭載方法は吊掛式（シュナーベル式）と称し、搭載する変圧器の容器自体が車体の一部を構成し、両側の梁で吊り下げて支えるものであった。このため、搭載する貨物によって全長が変化する。空車時の全長は、23,756mm（連結器間、改造前は23,526mm）に達する。
車体は高張力鋼を用い、荷受け梁はトラス構造である。
走り装置は、両側の枕枠それぞれに一段リンク式の軸箱支持装置を3つ連ねたNC-2形ボギー台車（軸離1,550mm×2、車輪径860mm）を各2つ備えており、全部で12軸ある。
1961年（昭和36年）には、性能向上のために日本車輌製造東京支店で改造工事が実施された。台車の車輪径も、後に800mmに変更されている。
製造当初は安善駅常備で、富士電機製造川崎工場で製造された変圧器を各地へ輸送していたが、1962年（昭和37年）の千葉工場の開設と1963年（昭和38年）の京葉臨海鉄道の開業を受けて京葉市原駅常備に変更され、千葉工場からの出荷を担当するようになった。
1968年（昭和43年）10月1日ダイヤ改正では高速化不適格車とされて最高速度65km/hの指定車となり、識別のため記号に「ロ」が追加され「ロシキ」となり黄1号の帯を巻いている。
1997年（平成9年）9月に最後の変圧器輸送を行い、1998年（平成10年）に全検切れとなった。その後は工場内で保管されていたが、2007年（平成19年）8月に三重県いなべ市の貨物鉄道博物館へ寄贈され、静態保存されている。2010年（平成22年）には貨車発達を示す重要車輌としてホキ5700、ワフ21000、名鉄ト200とともに重要科学技術史資料に指定された(第00048号)。